# Kai (chanteur)
Dans ce nom coréen, le nom de famille, Kim, précède le nom personnel.
Pour les articles homonymes, voir Kim.
Kai (coréen : 카이), de son vrai nom Kim Jong-in (hangeul : 김종인; hanja : 金鍾仁) est un chanteur sud-coréen de k-pop né le 14 janvier 1994 à Suncheon (Corée du Sud). Il est membre du boys band sud-coréo-chinois EXO et de son sous-groupe EXO-K. En 2019, il intègre le boys band SuperM.

## Biographie

### Jeunesse
Kim Jong-in, de son nom de scène Kai, est né le 14 janvier 1994 à Suncheon, en Corée du Sud. Il a commencé la danse à l'âge de 8 ans, en prenant des cours de jazz et de danse classique. C'est en voyant une performance du groupe Shinhwa qu'il a développé l'envie de devenir chanteur. Avec le soutien de son père, il participe aux auditions de la SM Entertainment à l'âge de 11 ans et il est retenu. Cependant à cause de son âge, il ne commence sa formation que deux ans plus tard. Il est stagiaire pendant cinq ans, et est sélectionné début 2011 pour faire partie du nouveau groupe masculin du label (un groupe composé de deux sous-groupes), annoncé en janvier. Il a été diplômé du lycée Seoul Performing Arts School en février 2012.

### 2011-2015: début de carrière

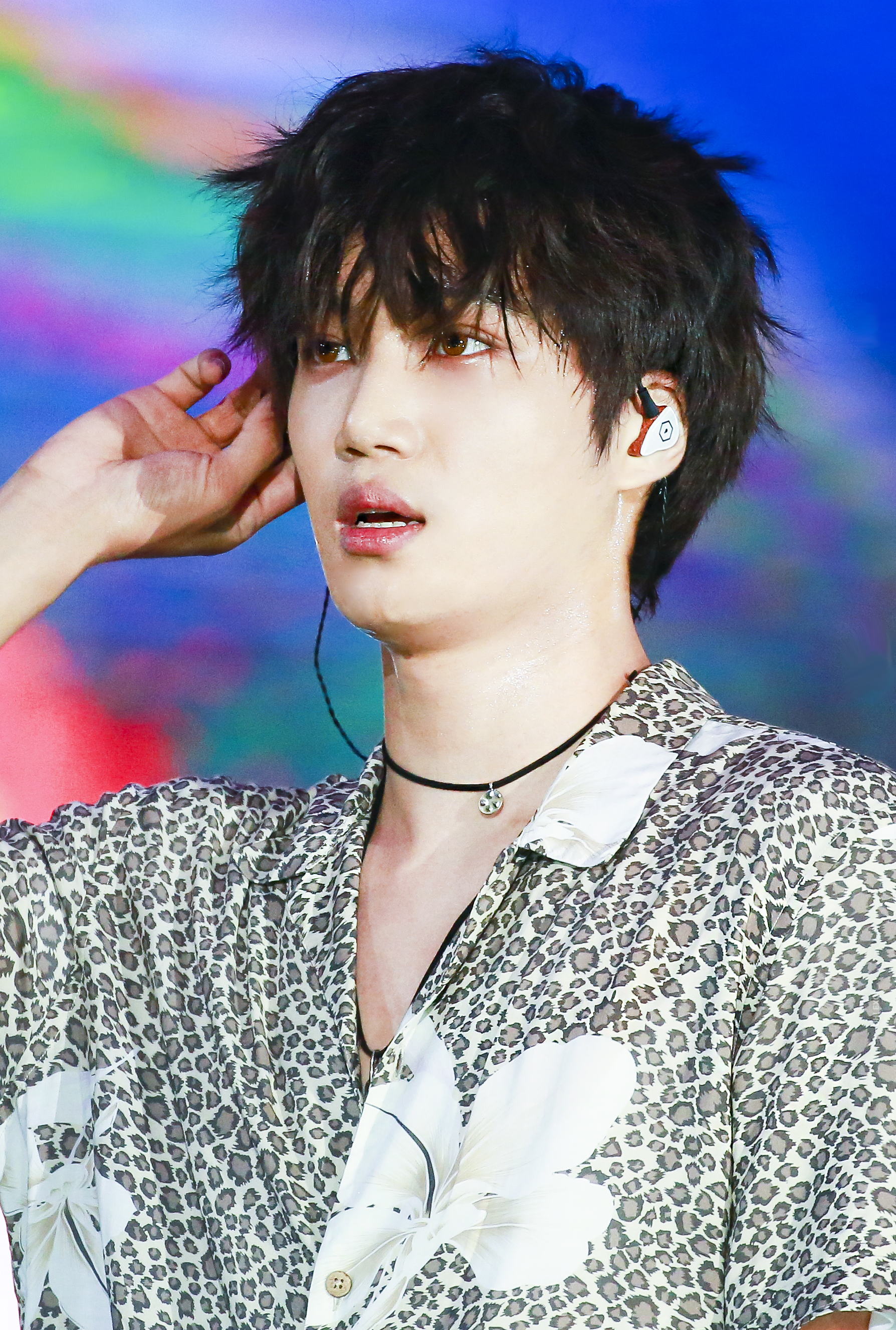
Kai au Lotte Family Concert en juin 2018.

Il est présenté au public le 22 décembre 2011 sous le pseudonyme de Kai, et est le premier membre révélé du groupe EXO et de son sous-groupe coréen EXO-K. Il attire rapidement l'attention grâce à ses talents de danseur dont il fait preuve dans plusieurs teasers dévoilés de décembre 2011 à mars 2012. Il monte pour la première fois sur scène avec trois autres membres du groupe lors du SBS Gayo Daejun 2011.
En octobre 2012, Kai a participé à la promotion du groupe « Younique Unit » aux côtés de Eunhyuk, Henry, Hyoyeon, Tae-min et Luhan. Le groupe a sorti un single intitulé Maxstep dans le cadre de la collaboration entre SM Entertainment et Hyundai. Plus tard, en décembre 2012, il rejoint le groupe de danse SM The Performance avec son collègue Lay, Yunho de TVXQ, Eunhyuk et Donghae des Super Junior ainsi que Minho et Tae-min de SHINee. Leur première apparition fut au SBS Gayo Daejun 2012 le 29 décembre, avec la sortie du single Spectrum le 30 décembre 2012.
En septembre 2013, Kai a participé à une performance de danse spéciale dans le cadre de l’émission Dancing 9, diffusée sur la chaîne coréenne Mnet avec Hyoyeon des Girl's Generation et Lay, sur les chansons Centipede de Knife Party et Coco de Gent & Jawns.
En août 2014, Kai est apparu dans la chanson Pretty Boy issue du premier EP solo de Tae-min.

### Depuis 2016: carrière d'acteur
En janvier 2016, il a fait ses débuts officiels en tant qu'acteur principal dans le web-drama Choco Bank. Le web-drama a décroché la première place des webdramas les plus visionnés au cours du premier semestre de l'année avec près de 9,5 millions de vues,.
Le 2 novembre 2016, il a été annoncé que Kai jouera dans un web-drama intitulé First Seven Kisses produit par Lotte Duty Free aux côtés de Lee Min-ho, Lee Joon-gi, Lee Jong-suk, Ji Chang-wook, Park Hae-jin et de Ok Taecyeon.
Le 11 janvier 2017, son agence a confirmé qu'il sera le personnage principal dans le drama Andante avec Jung Da-bin, il incarnera un étudiant du nom de Lee Sigyeong. Le 28 février, il a été annoncé que Kai sera au casting d'un drama japonais, intitulé Spring Has Come, adapté du roman portant le même nom écrit par Kuniko Mukōda. C'est la première fois que dans un drama japonais, un acteur non-japonais a le rôle principal dans un drama produit par la chaîne WOWOW.
Le 26 février 2018, la chaîne KBS a annoncé que le chanteur rejoindrait le casting du drama the miracle we met, aux côtés de Kim Myung-min, de Kim Hyun-joo et de Ra Mi-ran.

### Depuis 2020: Carrière solo
Le 26 janvier 2020, interviewé sur Weibo, Kai révèle qu'il va faire ses débuts solo. Début juillet, SM Entertainment confirme que le chanteur prépare un premier album solo. Le 10 novembre, le nom du mini-album et sa date de sortie sont révélés : l'EP s'intitule KAI (开) et sort le 30 novembre.
Le 26 octobre 2021, les médias sud-coréens annonce que Kai se prépare à faire son comeback en solo à la fin du mois de novembre, information confirmée par SM Entertainment. Le 11 novembre, le nom du mini-album et sa date de sortie sont révélés. L'EP s'intitule Peaches et sort le 30 novembre, accompagné du clip-vidéo du single principal portant le même titre. 
Le 22 novembre, l'agence de Kai annonce que ce dernier donnera son premier concert solo le 12 décembre, intitulé Kai: KLoor, qui sera retransmis par la plateforme Beyond Live. Il sera parallèlement projeté localement dans 30 salles de cinéma CGV. Il interprètera les chansons de ses deux mini-albums,. Une bande-annonce sort le 1er décembre sur les réseaux sociaux officiels d'EXO.
Le 6 novembre 2022, le compte Twitter d'EXO a annoncé que Kai donnera sa première tournée solo au Japon en janvier prochain dans trois villes dont Nagoya, Osaka ainsi qu'à Yokohama,.
Le 14 février 2023, un responsable de SM Entertainment a révélé à TV Report, un média sud-coréen, que le chanteur sortirait son troisième mini-album au milieu du mois prochain. Le 16 février, l'agence a dévoilé via une première image teaser, la date de sortie et le nom de son futur EP, Rover, qui est prévu pour le 13 mars.
Le 3 mai, SM Entertainment a confirmé que Kai entamerait son service militaire le 11 mai prochain.

## Publicité
En septembre 2019, Kai est devenu le premier ambassadeur coréen de la maison italienne de mode de luxe haut de gamme Gucci avec l'actrice chinoise Ni Ni. En février 2021, BlackYak Climbing Crew a sélectionné Kai comme modèle pour leur collection "The Black Yak BCC". Le mois suivant, il est devenu le premier homme d'Asie-Pacifique à devenir l'égérie de la marque Bobbi Brown Cosmetics,. Plus tard dans l'année, la ville de Séoul a annoncé avoir choisi Kai comme visage de la marque et ambassadeur mondial de la Seoul Fashion Week Printemps 2022. Le 1er novembre, Kai est apparu dans le showcase en ligne "TUCSON Beyond Drive", une collaboration entre Hyundai Motor et SM Entertainment, où il a livré une performance dansante qui combine de la K-pop et de la réalité augmentée,.
En janvier 2022, Charmzone Mask a sélectionné Kai comme nouveau modèle, “en espérant qu'il offrira une image jeune et tendance des produits de masque haut de gamme de Charmzone”. Plus tard dans l'année, Kai est devenue l'égérie d'Yves Saint Laurent Beauty.

## Vie privée
Kai avoue un amour immodéré pour sa famille. D'ailleurs, il avait déclaré lors de divers interviews et émissions sa gratitude envers ses deux parents qui l'avaient soutenu pendant sa carrière, il a même remercié son père lors de l'interview Sports Seoul, qui l'avait poussé à joindre l'audition de SM town et devenir une star tel qu'il est devenu aujourd'hui.
Le 1er avril 2016, SM Entertainment a confirmé que Kai et Krystal des f(x) étaient en couple, et qu'ils entretenaient une relation amicale depuis quelques années. Le 1er juin 2017, la compagnie déclare qu'ils ont rompu, dû à l'impossibilité de se voir à cause de leurs emplois du temps très chargés.
Le 1er janvier 2019, SM Entertainment et YG Entertainment annoncent que Kai est en couple avec la chanteuse Jennie du groupe Blackpink. Le 25 janvier, après un peu moins d'un mois de relation rendue public, l'agence du chanteur annonce que le couple a rompu.

## Discographie

### Mini-albums
- 2020 : KAI (开)
- 2021 : Peaches
- 2023 : Rover
- 2025 : Walt On Me

## Filmographie

### Dramas
| Année | Titre                | Chaîne        | Rôle          | Notes                  |
| ----- | -------------------- | ------------- | ------------- | ---------------------- |
| 2012  | To the Beautiful You | SBS           | Lui-même      | Apparition ; épisode 2 |
| 2015  | EXO Next Door        | Naver TV Cast | Kai           | Rôle secondaire        |
| 2016  | Choco Bank           | Naver TV Cast | Kim Eun-Haeng | Rôle principal         |
| 2016  | First Seven Kisses   | Naver TV Cast | Kai           | Rôle principal         |
| 2017  | Andante              | KBS2          | Lee Sigyeong  | Rôle principal         |
| 2018  | Spring Has Come      | WOWOW         | Lee Ji-won    | Rôle principal         |
| 2018  | Miracle That We Met  | KBS2          | Ato           | Rôle secondaire        |

### Émissions télévisées
| Année | Titre                             | Chaîne             | Rôle                   | Notes                                                               |
| ----- | --------------------------------- | ------------------ | ---------------------- | ------------------------------------------------------------------- |
| 2012  | Asian Hero                        | Channel V Thailand | Invité                 |                                                                     |
| 2012  | Asia Lover                        | True Corporation   | Invité                 |                                                                     |
| 2012  | Inkigayo                          | SBS                | Présentateur           | 27 mai 2012                                                         |
| 2012  | M! Countdown                      | Mnet               | Présentateur           | avec Suho le 14 décembre 2012                                       |
| 2013  | Star King                         | SBS                | Invité                 | avec Luhan, Baekhyun, Xiumin, Suho et Baekhyun                      |
| 2013  | Immortal Songs 2                  | KBS                | Invité                 | Épisodes 116, 118 et 119                                            |
| 2013  | Idol Star Athletics Championships | MBC                | Concurrent             | avec Suho, Luhan, Xiumin, Baekhyun, Kris, Sehun et Tao              |
| 2013  | We Got Married                    | MBC                | Invité                 | Épisode 32 avec Suho en rendant visite au couple Taemin-Naeun       |
| 2013  | Inkigayo                          | SBS                | Présentateur           | 11 août 2013                                                        |
| 2013  | Dancing 9                         | Mnet               | Invité                 | avec Lay                                                            |
| 2013  | Hello Counselor                   | KBS                | Invité                 | Épisode 145 avec Lay                                                |
| 2013  | MelOn Music Awards 2013           | MBC Every 1        | Présentateur principal | avec Suho, Baekhyun, Park Chanyeol et Lee Yu-bi le 14 novembre 2013 |
| 2014  | Running Man                       | SBS                | Concurrent             | Épisode 209 avec Sehun                                              |
| 2015  | After School Club                 | Arirang TV         | Invité                 | Épisode 165 avec Baekhyun                                           |
| 2015  | Oh! My Baby                       | SBS                | Invité                 | Épisodes 85 et 86                                                   |
| 2016  | Yummy! Yummy!                     | Le.com             | Invité                 | avec Sehun                                                          |
| 2018  | under nineteen                    | MBC                | guide                  |                                                                     |
| 2019  | K stage                           | JTBC               | invité                 | avec Suho , Baekhyun ,Chen, Chanyeol , Sehun                        |

### Émissions de radio
| Année | Titre                            | Chaîne       | Rôle      | Notes     |
| ----- | -------------------------------- | ------------ | --------- | --------- |
| 2013  | Sukira Kiss the Radio            | KBS Cool FM  | Animateur | avec Suho |
| 2015  | Lee Guk-joo's Youngstreet        | SBS Power FM | Animateur |           |
| 2016  | Sukira Kiss the Radio            | KBS Cool FM  | Animateur |           |
| 2018  | Choi Hwa Jung's Power Time Radio | SBS Power FM | Animateur | avec Suho |

### Apparitions dans des clips vidéo
| Année | Titre       | Artiste               |
| ----- | ----------- | --------------------- |
| 2008  | HaHaHa Song | TVXQ                  |
| 2012  | Twinkle     | Girls' Generation-TTS |
| 2012  | Maxstep     | Younique Unit         |

## Concert et tournée
- Beyond LIVE - #Cinema - KAI : KLoor (2021)
- Kai Japan Special Live 2023

## Récompenses et nominations
| Année | Titre                     | Catégorie                          | Travail nommé      | Résultat   |
| ----- | ------------------------- | ---------------------------------- | ------------------ | ---------- |
| 2018  | KBS Drama Awards          | Best New Actor                     | The Miracle We Met | Nomination |
| 2018  | KBS Drama Awards          | Best Couple Award (avec Ra Mi-ran) | The Miracle We Met | Nomination |
| 2018  | StarHub Night of Stars    | Favourite Korean Drama Character   | Andante            | Lauréat    |
| 2020  | Golden Disc Awards        | Disc Bonsang                       | KAI (开)           | Nomination |
| 2021  | Asian Pop Music Awards    | Best Male Artist (Overseas)        | KAI (开)           | Lauréat    |
| 2021  | Asian Pop Music Awards    | People's Choice Awards (Overseas)  | KAI (开)           | Lauréat    |
| 2021  | Asian Pop Music Awards    | Best Dance Performance (Overseas)  | "음 (Mmmh)"        | Nomination |
| 2022  | Blue Dragon Series Awards | Best New Male Entertainer          | New World          | Lauréat    |